# Kronloken (Åsarne socken, Jämtland, 696611-139871)
Kronloken är en sjö i Bergs kommun i Jämtland och ingår i Ljungans huvudavrinningsområde.